# Ярлик (притока Карагаю)
Ярли́к (рос. Ярлык) — річка в Республіці Алтай. Гирло розташоване в 13 км по правому березі річки Карагай. Довжина річки складає 11 км.